# Bellis pappulosa
Espèce
Classification phylogénétique
La pâquerette pappuleuse (Bellis pappulosa) est une espèce de plante à fleurs de la famille des Asteraceae. C'est une plante herbacée vivace dont les fleurs en capitule vont de la couleur rose[réf. nécessaire]. Son habitat est constitué de prairies calcicoles sèches.

## Répartition
Elle n'existe en France que dans de rares stations en Charente et en Charente-Maritime.
C'est une espèce protégée en Poitou-Charentes et qui fait partie de la liste rouge nationale (UICN/MNHN, 1995).